# 賽得利
，前稱賽得利控股有限公司（英語：Sateri Holdings Limited；港交所：1768；已除牌），是一間百慕大註冊的離岸公司、香港前上市公司。公司是一間在中國、巴西經營製造業的集團。雖然控股公司被改名，但在中國，集團仍然使用賽得利作為品牌。

## 歷史
在1992年，由百旺集團（新加坡金鷹集團旗下）於巴西成立「巴伊亞特種纖維素廠」。
而大股東為陳江和。行政總裁為鄭偉霖。
業務在全球經營種植園、製造和研發森林等特種纖維產品。
股份曾在2010年12月8日，招股價為9.20港元，全球發行為505,330,000股，其集資額為3,747百萬港元。
2016年6月17日，母公司BHL Limited把該公司以1.78港元註銷對價，進行以994,038,330港元私有化，原因是在全球供應過剩及競爭激烈的影響，黏膠短纖以及溶解木漿的市價由2011年下跌所致。
2016年10月14日（百慕大時間），由於受颶風妮可影響，該公司會議原本於百慕大法院閉庭，而撤銷上市把不會於2016年10月20日。
2016年10月18日（百慕大時間），該公司於百慕大法院通過有關私有化計劃，而撤銷上市日期為2016年10月24日。

## 外部連結
- brazilcellulose.com （页面存档备份，存于）